# Gastón Benavídez
Gastón Américo Benavídez (Morteros, 23 ottobre 1995) è un calciatore argentino, difensore del Talleres (C).

## Caratteristiche tecniche
È un difensore centrale.

## Carriera
Cresciuto nel Tiro Federal (M), dopo alcuni anni nelle serie inferiori del calcio argentino nel 2017 si trasferisce all'Estudiantes (RC); debutta con il nuovo club l'8 ottobre 2017 in occasione del match del Torneo Federal A pareggiato 0-0 contro l'Unión (VK).
Il 9 febbraio 2021 viene ceduto in prestito all'Arsenal Sarandí.

## Statistiche

### Presenze e reti nei club
Statistiche aggiornate all'11 marzo 2025.
| Stagione                | Squadra                 | Campionato              | Campionato | Campionato | Coppe nazionali | Coppe nazionali | Coppe nazionali | Coppe continentali | Coppe continentali | Coppe continentali | Altre coppe | Altre coppe | Altre coppe | Totale | Totale |
| Stagione                | Squadra                 | Comp                    | Pres       | Reti       | Comp            | Pres            | Reti            | Comp               | Pres               | Reti               | Comp        | Pres        | Reti        | Pres   | Reti   |
| ----------------------- | ----------------------- | ----------------------- | ---------- | ---------- | --------------- | --------------- | --------------- | ------------------ | ------------------ | ------------------ | ----------- | ----------- | ----------- | ------ | ------ |
| 2017-2018               | Estudiantes (RC)        | TFA                     | 19         | 1          | CA              | 0               | 0               | -                  | -                  | -                  | -           | -           | -           | 19     | 1      |
| 2018-2019               | Estudiantes (RC)        | TFA                     | 25         | 0          | CA              | 1               | 0               | -                  | -                  | -                  | -           | -           | -           | 26     | 0      |
| 2019-2020               | Estudiantes (RC)        | PBN                     | 20         | 0          | CA              | 3               | 0               | -                  | -                  | -                  | -           | -           | -           | 23     | 0      |
| 2020                    | Estudiantes (RC)        | PBN                     | 10         | 0          | CA              | 0               | 0               | -                  | -                  | -                  | -           | -           | -           | 10     | 0      |
| Totale Estudiantes (RC) | Totale Estudiantes (RC) | Totale Estudiantes (RC) | 74         | 1          |                 | 4               | 0               |                    | -                  | -                  |             | -           | -           | 78     | 1      |
| 2021                    | Arsenal Sarandí         | PD                      | 15         | 0          | CA+CdL          | 0+6             | 0               | CS                 | 8                  | 0                  | -           | -           | -           | 29     | 0      |
| 2022                    | Talleres (C)            | PD                      | 19         | 0          | CA+CdL          | 6+7             | 0               | CL                 | 10                 | 0                  | -           | -           | -           | 42     | 0      |
| 2023                    | Talleres (C)            | PD                      | 26         | 1          | CA+CdL          | 4+14            | 2+0             | -                  | -                  | -                  | -           | -           | -           | 44     | 3      |
| 2024                    | Talleres (C)            | PD                      | 25         | 1          | CA+CdL          | 3+14            | 0+2             | CL                 | 7                  | 0                  | -           | -           | -           | 49     | 3      |
| 2025                    | Talleres (C)            | PD                      | 8          | 2          | CA              | 0               | 0               | CL                 | 0                  | 0                  | SI          | 1           | 0           | 9      | 2      |
| Totale Talleres         | Totale Talleres         | Totale Talleres         | 78         | 4          |                 | 48              | 4               |                    | 17                 | 0                  |             | 1           | 0           | 144    | 8      |
| Totale carriera         | Totale carriera         | Totale carriera         | 167        | 5          |                 | 58              | 4               |                    | 25                 | 0                  |             | 1           | 0           | 251    | 9      |

## Palmarès

### Club

#### Competizioni nazionali
- Supercopa Internacional: 1

Talleres: 2023